# غرفة الميت

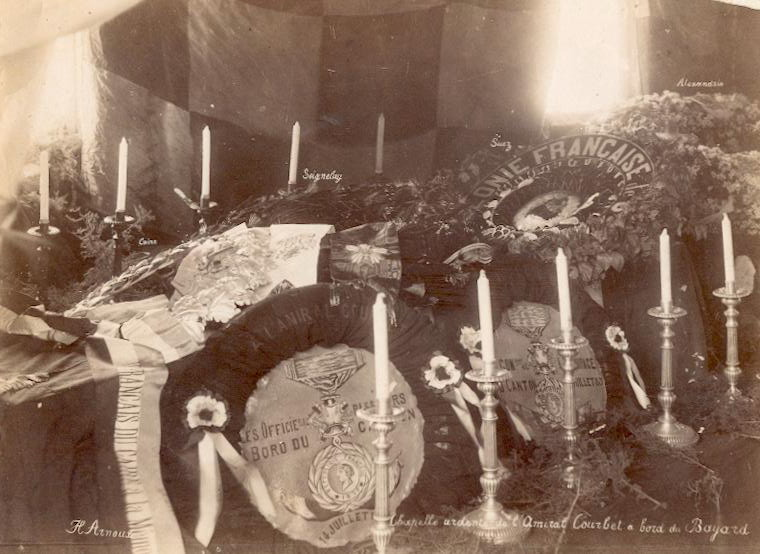
غرفة الميت للفريق الأول أميدي كُربيه (1827–1885) على متن السفينة بيرد

غرفة الميت حجرة صغيرة أو غرفة ترقد فيها جثة ذو السيادة أو أي شخصية مرموقة أخرى في انتظار مراسم الجنازة. يغلب أن تُحاط منصة العرض بشموع عديدة. أُرِّخت هذه العادة أول مرة بأنها حدثت في جنازات داجوبرت الأول (602-638)